# Episodi di Lassie (serie televisiva 1954) (quattordicesima stagione)
Gli episodi della quattordicesima stagione di Lassie sono stati trasmessi per la prima volta negli USA tra il 10 settembre 1967 e il 24 marzo 1968. La stagione fa parte di "The Ranger years" in quanto Lassie è di proprietà di Corey, una guardia forestale.
| n° | Titolo originale      | Titolo italiano                    | Prima TV USA      | Prima TV Italia |
| -- | --------------------- | ---------------------------------- | ----------------- | --------------- |
| 1  | Perils of the Prairie |                                    | 10 settembre 1967 |                 |
| 2  | Inferno               | L'inferno                          | 17 settembre 1967 |                 |
| 3  | Cry of the Wild       |                                    | 24 settembre 1967 |                 |
| 4  | The Guardian          |                                    | 1º ottobre 1967   |                 |
| 5  | Starfire              |                                    | 8 ottobre 1967    |                 |
| 6  | Brink of Oblivion     | Il Prezzo Del Progresso            | 15 ottobre 1967   |                 |
| 7  | The Homeless          | Senza rifugio                      | 22 ottobre 1967   |                 |
| 8  | A Time for Decision   |                                    | 29 ottobre 1967   |                 |
| 9  | Rim of disaster (1)   |                                    | 5 novembre 1967   |                 |
| 10 | Rim of Disaster (2)   |                                    | 12 novembre 1967  |                 |
| 11 | Ride the Mountain     | L'ottava vita di Enrico IV         | 19 novembre 1967  |                 |
| 12 | Dangerous Juorney     | Viaggio pericoloso                 | 26 novembre 1967  |                 |
| 13 | Fury at Wind River    | Violenza a Wind River              | 3 dicembre 1967   |                 |
| 14 | Showdown              | Problemi di trasporto              | 17 dicembre 1967  |                 |
| 15 | Miracle of the Dove   | Lassie e il miracolo delle colombe | 24 dicembre 1967  |                 |
| 16 | Have you any Wool?    | Il cucciolo ripudiato              | 31 dicembre 1967  |                 |
| 17 | The Bracelet          | La pittrice                        | 7 gennaio 1968    |                 |
| 18 | The Foundling         | Il trovatello                      | 14 gennaio 1968   |                 |
| 19 | Rescue Ridge          |                                    | 21 gennaio 1968   |                 |
| 20 | White Wilderness      | Operazione valanga                 | 28 gennaio 1968   |                 |
| 21 | The Lonely One        |                                    | 4 febbraio 1968   |                 |
| 22 | The Searchers         |                                    | 11 febbraio 1968  |                 |
| 23 | Countdown             |                                    | 18 febbraio 1968  |                 |
| 24 | Escape to Danger      |                                    | 25 febbraio 1968  |                 |
| 25 | The Ledge             | Un fotografo dilettante            | 3 marzo 1968      |                 |
| 26 | Hanford's Point (1)   |                                    | 10 marzo 1968     |                 |
| 27 | Hanford's Point (2)   |                                    | 17 marzo 1968     |                 |
| 28 | Hanford's Point (3)   |                                    | 24 marzo 1968     |                 |

## L'inferno
- Titolo originale: Inferno

### Trama
Un pozzo petrolifero esplode e nell'incidente il cagnolino del proprietario rimane ferito, rischiando di morire. L'animale deve essere operato ed ha bisogno di una trasfusione di sangue, che viene fornito da Lassie. 

## Senza rifugio
- Titolo originale: The Homeless

### Trama
Un tratto di foresta viene spianato per costruirvi un albergo; ciò distrugge la tana di due bassarischi (animaletti simile al procione) ed uno di essi rimane sepolto all'interno. Lassie scava e lo libera, proteggendolo inoltre dall'attacco di una lince. I due bassarischi vengono infine "adottati" da uno dei colleghi di Corey, che prepara loro una tana in giardino. 

## Violenza a Wind River
- Titolo originale: Fury at Wind River

### Trama
Lassie salva una coppia di cervi dai cacciatori, facendo loro attraversare un ponte (il lato opposto del fiume è difatti una riserva naturale). Rimasto indietro, un cerbiatto cerca di passare il fiume a nuoto e viene trascinato via dalla corrente; Lassie si tuffa guidando il cerbiatto fino a riva. 

## Lassie e il miracolo delle colombe
- Titolo originale: Miracle of the Dove

### Trama
La vigilia di Natale, Corey e Lassie salvano una colomba (in realtà, una tortora dal collare) rimasta incastrata in un cespuglio, poi aiutano una bambina cercando il suo cagnolino che gli era scappato. Il cucciolo viene trovato dalla colomba che si fa seguire da Lassie, la quale riporta il cagnolino alla bambina. 

## Il cucciolo ripudiato
- Titolo originale: Have you any Wool?

### Trama
Lassie salva un agnellino nero da un coyote, ma l'agnello è rifiutato dalle altre pecore, finché Lassie trova in un gregge di pecore nere la madre del cucciolo. Allo stesso modo, la cagna riporta al gregge di origine un agnello bianco che si era perso, ma deve sistemare infine un agnello pezzato. 

## Il trovatello
- Titolo originale: The Foundling

### Trama
Due turisti trovano un cerbiatto e credendolo abbandonato, lo consegnano alle guardie forestali. Corey spiega loro che il cucciolo probabilmente non era abbandonato, ma ora la madre, sentendovi addosso l'odore dell'uomo, rifiuterà di allattarlo. Lassie tuttavia riesce a trovare la cerva nel bosco, e dopo averla salvata da un lupo, la convince a riprendersi il cucciolo. 

## Operazione valanga
- Titolo originale: White Wilderness

### Trama
Corey e i suoi colleghi provocano alcune valanghe con gli esplosivi per mettere in sicurezza le piste da sci. Intanto Lassie salva un coniglio inseguito da una volpe, portando poi da mangiare alla volpe. Il giorno dopo la volpe torna nei paraggi sperando di ricevere altro cibo, ma rimane sepolta sotto la valanga e viene salvata da Lassie.